# D Magazine

Logo cuadrado de D Magazine

D Magazine es una revista mensual que cubre al Dallas-Fort Worth metroplex. Cubre una variedad de temas incluyendo la política, negocios, comida, moda y estilo de vida en la ciudad de Dallas. La primera publicación fue publicada en octubre de 1974 por sus fundadores Wick Allison y Jim Atkinson. La revista no fue bien recibida por todos. En 1975 el alcalde de entonces Wes Wise demandó a la revista por difamación por el enfoque duro en la cobertura política. Ese mismo año la asociación de Restaurantes de Dallas le mandó una carta a sus miembros urgiéndoles que boicotearan a la revista por sus reseñas de restaurantes. La revista se convirtió en un favorito para el lector y convirtió a la revista en un éxito de publicidad. En 1990, American Express compró la revista, pero la venta no fue un éxito. En 1996, el fundador original Wick Allison compró la revista con un grupo de inversionistas, y en el 2003 se convirtió en el único dueño.
La revista es conocida por sus premios de Mejor y Peor que premia anualmente, los cuales han sido publicados desde 1977. Los editores y el personal de escritores de la revista también publican un blog de cosas relacionadas con Dallas llamado Front Burner. En el 2000, la ciudad de Allison lanzó una revista hermana llamada, D Home, para la industria de moblaje, y en el 2003 una revista para novias locales llamada D Weddings